# Um Götter muss man sich kümmern
Um Götter muss man sich kümmern (chinesisch 赡养上帝, Pinyin shànyǎng shàngdì „Götter versorgen“) ist eine Science-Fiction-Kurzgeschichte des chinesischen Schriftstellers Liu Cixin, zuerst veröffentlicht im Januar 2005. Eine englische Übersetzung erschien am 1. November 2016 in der Anthologie Invisible Planets, veröffentlicht von Head of Zeus. Eine deutsche Übersetzung von Marc Hermann erschien am 14. Januar 2019 in der Sammlung Die wandernde Erde, veröffentlicht vom Heyne Verlag.

## Handlung
Eines Tages tauchen tausende Raumschiffe im Erdorbit auf und zeitgleich Millionen an bärtigen alten Männern in den Großstädten der Welt. Diese behaupten zum einen, die Menschheit erschaffen zu haben, was sich durch vergrabene Technologien zur Überwachung als wahr herausstellt, und zum anderen, dass ihre Zivilisation nun alt geworden sei (etwa ihre eigene Technologie nicht mehr versteht) und nun der Versorgung durch die Menschheit bedarf. Da sie dies kommen sahen, erschufen sie die Menschheit und begaben sich auf einen Dilatationsflug. Jede Familie soll daraufhin per Gesetz einen der „Götter“, die knapp dreitausend Jahre alt sind, aufnehmen und es beginnt das Pflegezeitalter. Die Menschen erhalten die technologischen Errungenschaften der Götter, können damit jedoch überhaupt nichts anfangen. Mit dem Gott in der Familie von Qiusheng gibt es zahlreiche Probleme und Missverständnisse. Ein wenig Zuneigung zueinander keimt auf, als der Gott der Familie von Qiusheng anvertraut, dass das von ihm immer betrachtete Foto in Wahrheit ein Empfangsgerät von einem Raumschiff seiner Geliebten ist, welches sich in achtzig Millionen Lichtjahren Entfernung befindet. Die Götter beschließen jedoch gemeinsam die Erde zu verlassen. Nicht weil sie schlecht behandelt wurden, sondern weil sie kein Mitleid wollen. Einst retteten die Götter sogar die Milchstraße vor der Auslöschung allen Lebens. Als Abschiedsgeschenk vertrauen sie ihnen an, noch drei weitere Zivilisationen auf anderen Planeten erschaffen zu haben, die jedoch wesentlich grausamer sind. Eine von ihnen hat die Koordinaten der Erde herausgefunden, daher muss die Menschheit schnellstmöglich fliehen. Während des Abfluges der Götter wundert sich die Familie von Qiusheng, wer sich irgendwann um die Menschheit kümmern wird, wenn diese alt geworden ist.

## Übersetzungen
Um Götter muss man sich kümmern wurde ebenfalls in Englisch (2012), Spanisch (2014 & 2017) und Japanisch (2018) übersetzt.

## Kritik
Christian Endres von diezukunft.de schreibt in einer Kritik der ganzen Sammlung Die wandernde Erde, es finde sich darin „immer Platz für ein wenig Gesellschaftskritik, die sich keineswegs auf China beschränkt“.
Jaymee Goh schreibt auf Strange Horizons, dass die Kurzgeschichte die kindliche Pietät betont, insbesondere mit der Warnung am Ende an die Menschheit, sich gegen die Probleme des Alters zu schützen, indem sie eigene Kinder hat („emphasizes filial piety, especially with the warning at the end for humanity to safeguard against the problems of old age by having children of its own“). Sie fügt hinzu, das Thema und dessen letztendliche Ermahnung als chinesische Leserin wiederzuerkennen und auch ermüdend zu finden, da es ihre Ängste reflektiert, dass ihre Eltern sie in Richtung von Heirat und Kindern drücken, was für westliche Leser wohl anders verstanden werden könnte. („As a Chinese reader, I recognize this theme and final exhortation—I also find it tiresome, because it reflects the anxieties of my parents pushing me towards marriage and kids, but it may well land differently for a Western reader.“)